# 亲爱的孩子
《親愛的孩子》（德語：Liebes Kind）是2023年Netflix原創德國犯罪驚悚迷你影集，共六集。改编自羅密·豪斯曼（Romy Hausmann）的同名小說。

## 大綱
一个女人從一間没有窗户的小屋逃出来。她和兩個孩子住在那裏。這名被綁架的婦女還跟13年前的莉娜·貝克失蹤案有關。成功逃脱後，這名女人遭遇車禍，與她的女兒漢娜一起被送往醫院。女兒聲稱這名女人叫莉娜。
莉娜兒時的朋友，在警察局工作的蓋德通知了莉娜的父母。然而，莉娜的父親馬蒂亞斯趕到醫院後發現醫院裏的那個女人不是他的女兒，雖然她和莉娜的手掌上有一個一模一樣的疤痕，但她手上的疤痕明顯是不久前才出現的。父母失望地離開病房，在走廊上遇見漢娜。父母發現漢娜與他们的女兒莉娜十分相似，而漢娜也認出了马蒂亞斯是她的外祖父。
警察正在努力尋找那間神祕的小屋。他們從車禍現場出發，順着小道来到一處廢棄的軍事區。在還沒得到批准下進入了軍事區，卻發現那裏滿佈地雷。一名警察更受了重傷。呼叫爆炸物處理小組後，警察再次搜查該地區，終於發現了那棟没有窗户的建築、一具完全毀容的屍體和漢娜的弟弟喬納森。

## 起源
本劇改編自羅密·豪斯曼的同名小說，豪斯曼也參與了該劇的創作。劇本靈感來自娜塔莎·坎普希的綁架事件。兩屆奧斯卡得主古斯塔沃·桑塔拉拉（Gustavo Santaolalla）和胡安·盧基（Juan Luqui）負責配樂。

### 拍摄
拍攝在阿爾夫特和波恩等地進行。波恩的General Anzeiger出版社充當警察局，阿爾夫特的阿蘭努斯大學充當兒童設施的所在地。

## 出版和成功
這部影集於2023年9月7日在Netflix上線。
在上映後兩週，《親愛的孩子》是Netflix上觀看次數最多的非英語劇集；它在90多個國家/地區躋身前10名。

## 外部連結
- 互联网电影数据库（IMDb）上《亲爱的孩子》的资料（英文）
- 在Netflix上觀看《亲爱的孩子》